# Музей Победы
Музей Победы — федеральное государственное учреждение культуры России, главный объект мемориального парка Победы на Поклонной горе в Москве. Также известен как Центральный музей Великой Отечественной войны.
Открыт президентом России Борисом Ельциным 9 мая 1995 года.

## Зал Полководцев
В Зале Полководцев размещена галерея кавалеров ордена «Победа» — высшего военного ордена, учреждённого Указом президиума Верховного Совета СССР от 8 ноября 1943 года, которым награждались лица высшего командного состава за успешное проведение боевых операций в масштабе одного или нескольких фронтов. Бронзовые бюсты советских кавалеров ордена «Победа» работы Зураба Церетели установлены по периметру Зала. Над бюстами кавалеров ордена «Победа» на стилизованных геральдических щитах нанесены изображения военных орденов Российской и Советской Армий.
На верхней площадке парадной лестницы, перед Залом Славы, находится художественно-декоративная композиция «Щит и меч Победы». В освещённой витрине представлены декоративные щит, меч и ножны, подаренные музею Правительством Российской Федерации к 50-летию Победы. Изделия художественно оформлены и богато украшены цветными металлами и уральскими самоцветами: топазами, кварцем, гранатами, бериллами, аквамаринами, цитринами.

## Зал Славы
Зал Славы — центральный зал Музея Победы. В нем увековечены имена Героев Советского Союза и Героев Российской Федерации, получивших это звание за подвиги, совершенные в годы Великой Отечественной войны 1941—1945 гг.. На мраморных пилонах высечены имена более 11 800 героев.

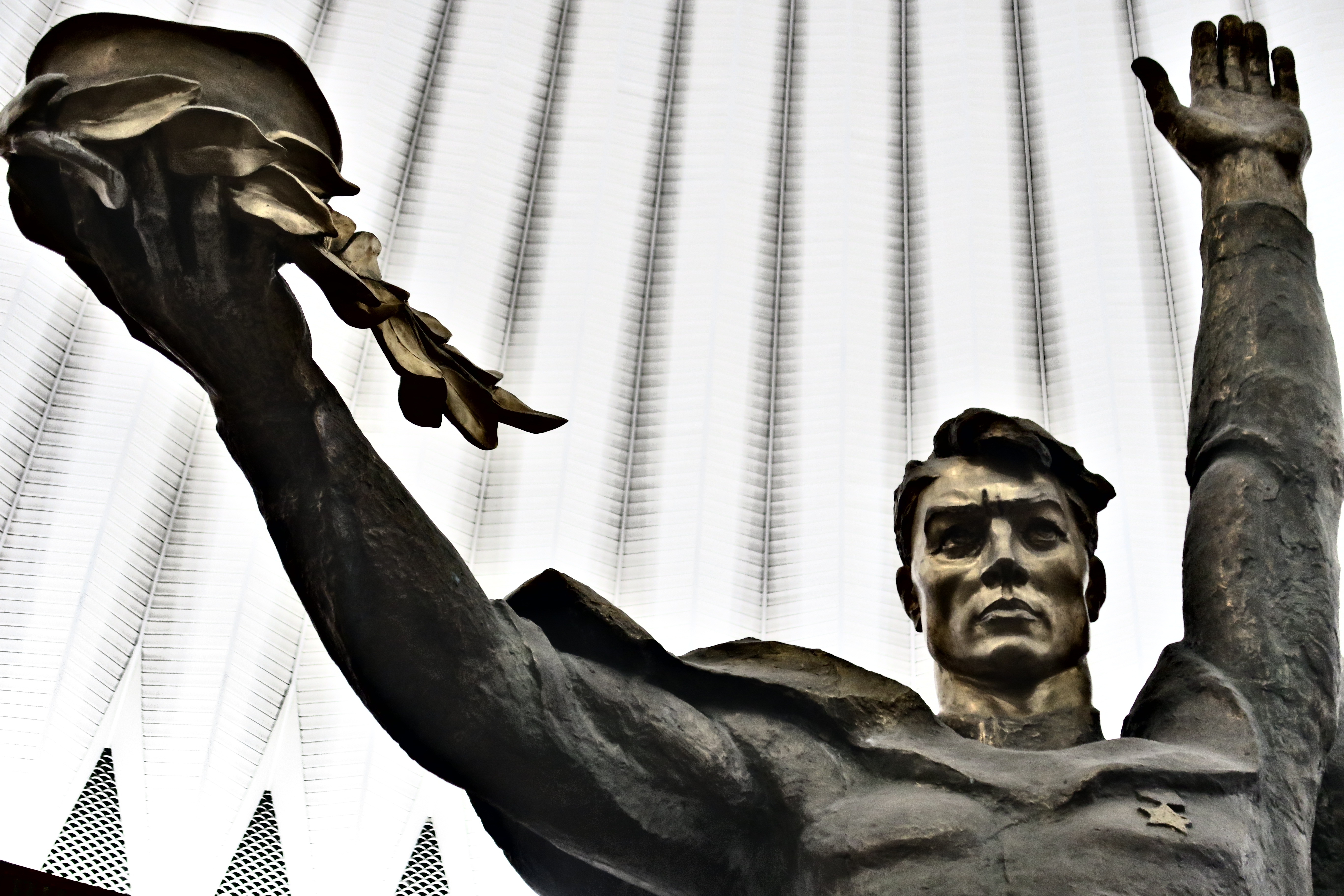
Памятник «Солдат Победы» в зале Славы (фрагмент)

В центре зала — бронзовая скульптура «Солдат Победы» (скульптор В. И. Зноба), на гранитном постаменте у его подножия положен меч, изготовленный тульскими оружейниками. По обеим сторонам от входа в зал установлены бюсты трижды Героев Советского Союза летчиков А. И. Покрышкина и И. Н. Кожедуба. Под куполом зала — барельефы городов-героев. Обрамляет купол дубовый венок, символизирующий торжество Победы, в центре купола — орден «Победа».[значимость факта?]
В Зале Славы проводятся торжественные военно-патриотические мероприятия: прием воинской присяги, посвящение в суворовцы, вручение первых офицерских званий. Также в Зале регулярно проводится демонстрация 3D-инсталляции «Дорога к Победе».

## Зал «Лица Победы»
«Лица Победы» — проект, посвященный сохранению памяти обо всем поколении Великой Отечественной войны. В Музее создана одноименная мультимедийная народная экспозиция, где каждый участник проекта может увековечить и показать детям и внукам портрет своего предка. Любой желающий  может внести информацию о своих родственниках, земляках и близких знакомых.

## Зал Памяти и Скорби

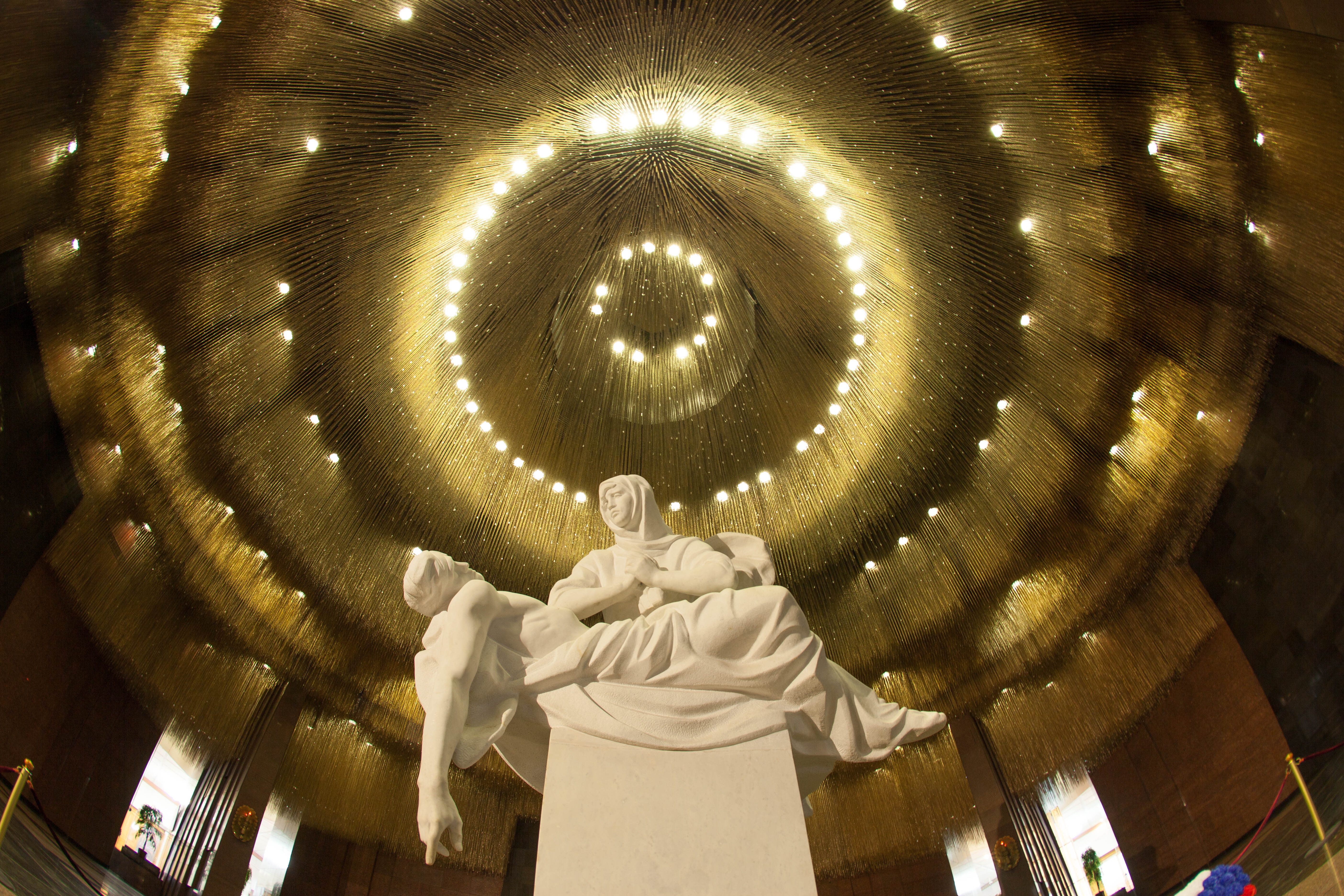
Скульптурная группа "Скорбь" в Зале Памяти и Скорби

Центральным объектом Зала Памяти и Скорби является скульптурная группа «Скорбь», выполненная из белого мрамора (автор — Л. Кербель, резчики по мрамору П. А. Носов, И. Т. Круглов). Она олицетворяет в образе женщины всех жен, матерей, дочерей и сестер, оплакивающих погибших в годы войны.
Зал увековечивает память более 26 миллионов 600 тысяч советских граждан, погибших и пропавших без вести. Потолок украшают 2 миллиона 660 тысяч бронзовых цепочек с подвесками из горного хрусталя: каждое звено символизирует 10 погибших солдат и мирных жителей.

## Экспозиция «Путь к Победе»

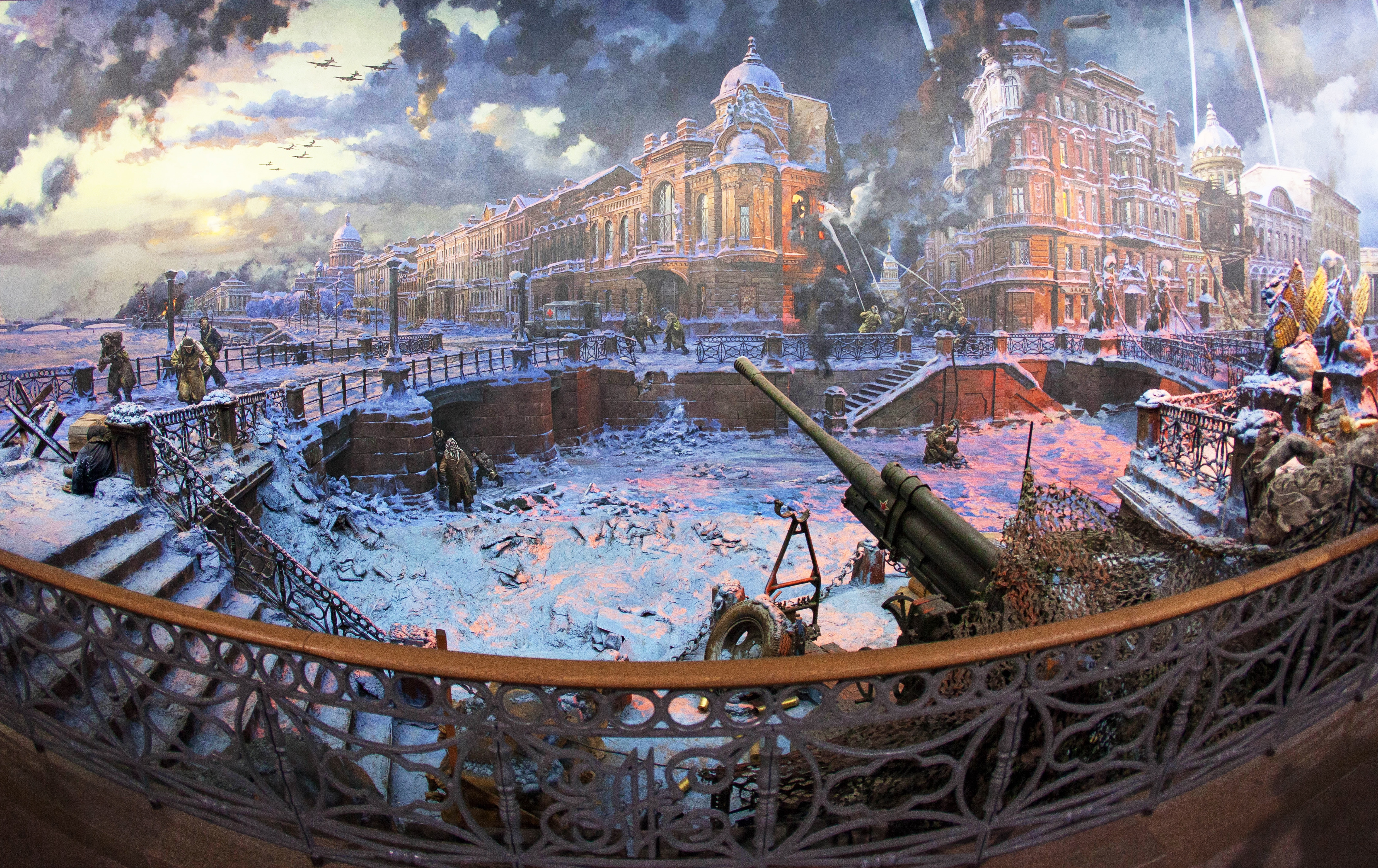
Диорама «Блокада Ленинграда» в экспозиции «Путь к Победе»

К 80-летию Победы в Великой Отечественной войне в Музее Победы открылась  новая историко-мультимедийная экспозиция «Путь к Победе», объединившая диорамный комплекс, созданный известными мастерами Студии военных художников им. М. Б. Грекова:
- «Контрнаступление под Москвой»
- «Сталинградская битва. Соединение фронтов»
- «Блокада Ленинграда»
- «Курская битва»
- «Форсирование Днепра»
- «Штурм Берлина»

Уникальные художественные полотна дополняют детализированные декорации и мультимедийные технологии, которые «оживляют» историю и позволяют посетителям почувствовать себя частью великого подвига, пережить торжество и драматизм исторических событий вместе с героями полотен.
Особую часть новой экспозиции составляет интерактивный комплекс «Реликвии Победы», организованный при поддержке Президентского фонда культурных инициатив. Более 160 экспонатов данного раздела акцентируют внимание на героях Великой Отечественной войны и их личных историях. Внедрение в экспозицию таких мультимедийных технологий, как проекции, мэппинг, AR, направленный звук, элементы сенсорных пространств дают возможность посетителям в полной мере погрузиться в атмосферу событий, о которых рассказывают музейные экспонаты.

## Экспозиция «Подвиг Народа»

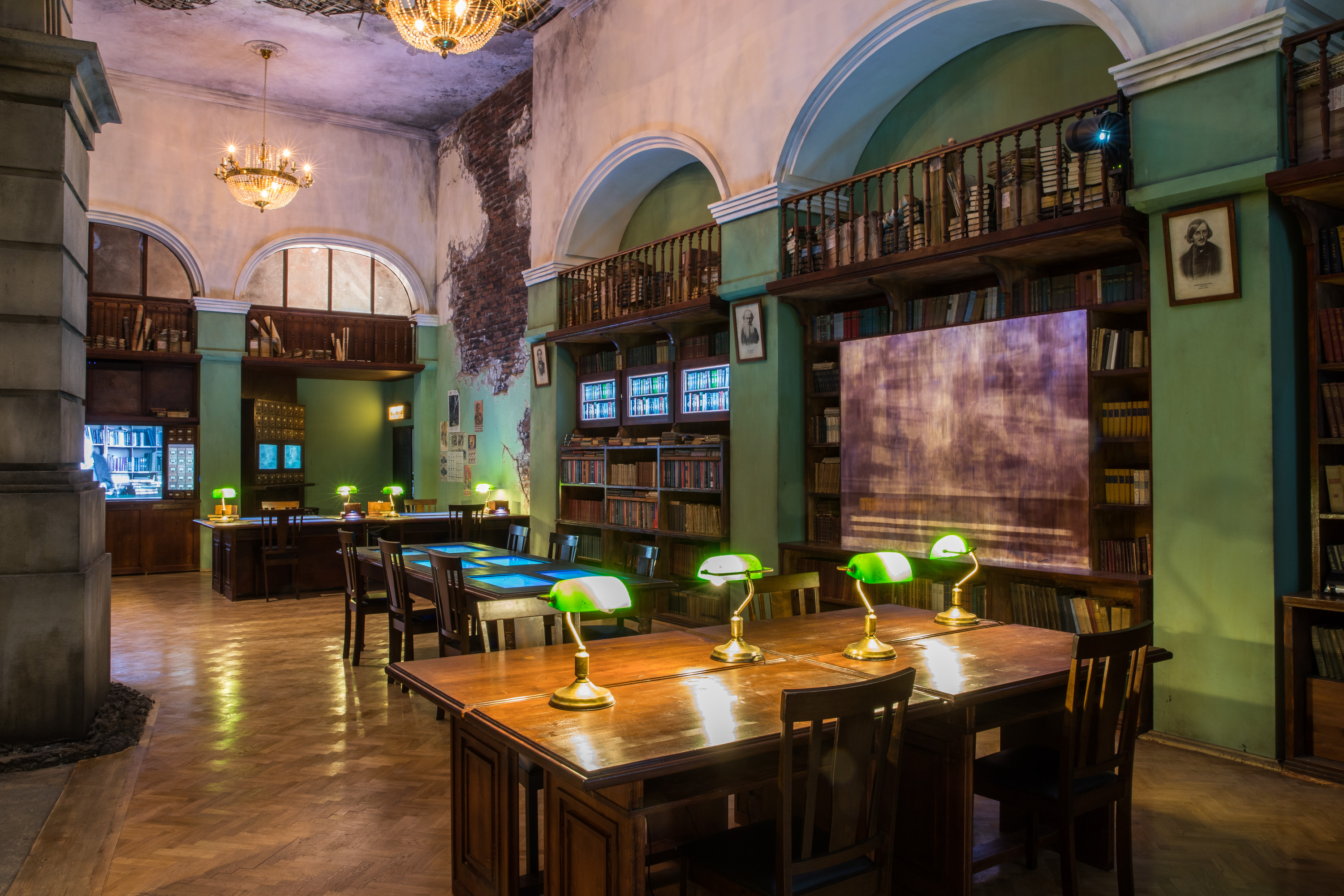
«Ленинградская библиотека» — 1 из 17 тематических разделов экспозиции «Подвиг Народа»

Экспозиция Музея Победы размещается на площади около 3000 кв. метров. В музейном пространстве представлен вклад в Победу тружеников тыла. Особенностью данного пространства является воссоздание исторической реальности с помощью мультимедийных решений.
Экспозиция «Подвиг Народа», состоящая из 17 тематических разделов, включает синтез различных сфер культуры: в экспозиции задействованы кинематографические решения, художественные решения, сценография. Игорь Угольников снял специальную серию из 22 фильмов-реконструкций для экспозиции, а команда Дмитрия Поштаренко «Невский баталист» создала трехмерные панорамы «Брестская крепость, 1941», «Великий Новгород, 1944» и более 50 скульптурных композиций.

## Экспозиция «Битва за Москву. Первая Победа!»

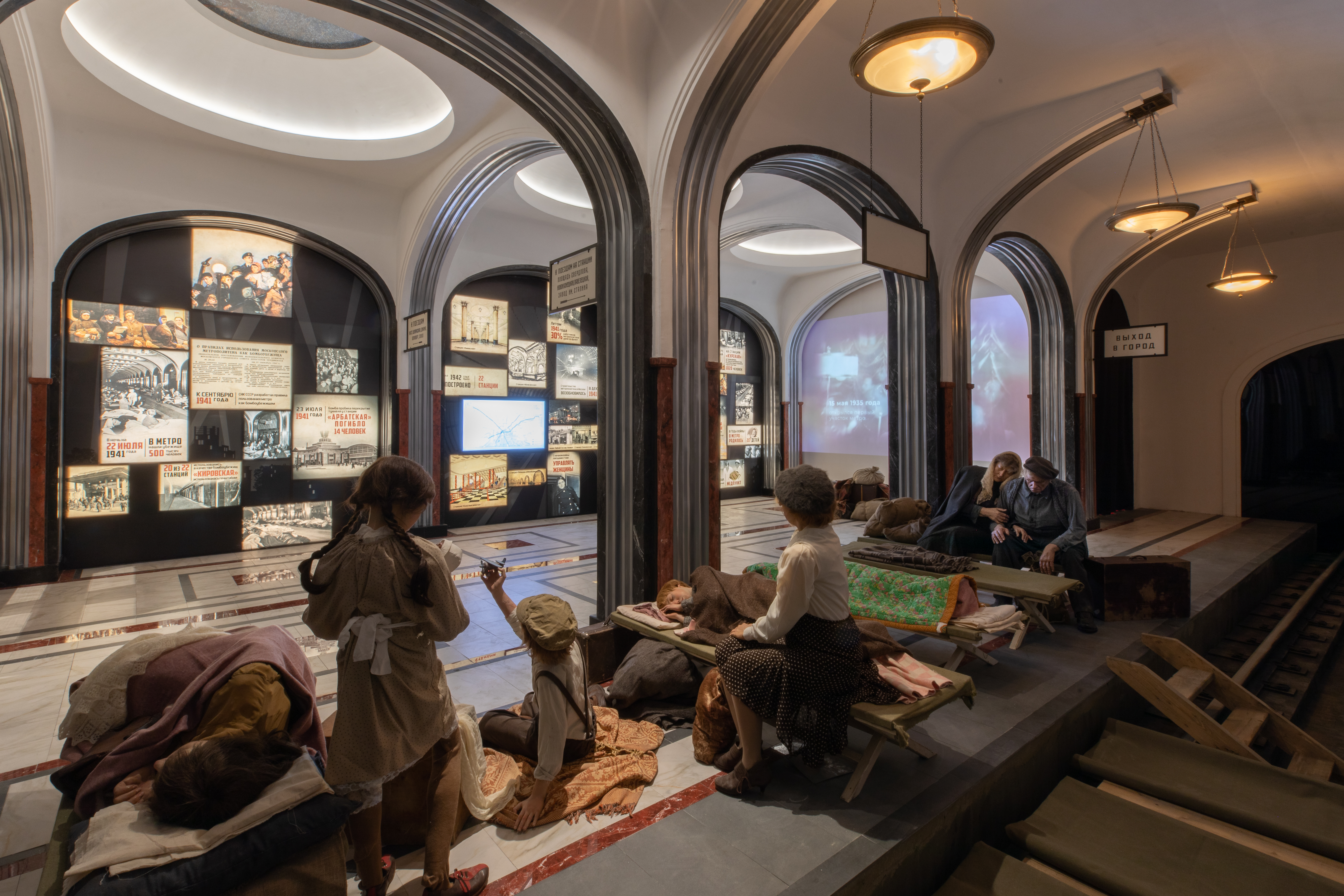
Станция Маяковская - локация раздела "Жизнь в метро" экспозиции "Битва за Москву. Первая Победа!"

Экспозиция посвящена подвигу участников Битвы за Москву. Интерактивное пространство из 9 тематических разделов, сочетающих современные технологические решения и исторически достоверные декорации, которые создают «эффект погружения».

## Проект «Территория Победы»
В 2017 году по инициативе Музея Победы и при поддержке Министерства культуры Российской Федерации стартовал масштабный федеральный проект «Территория Победы», направленный на создание единого пространства по военной истории середины XX века. Он охватил всю страну: федеральные, региональные и муниципальные, частные и школьные музеи, связанные с темой Великой Отечественной войны.[значимость факта?]

## Программа «Школьный Музей Победы»
С 2019 года в рамках подготовки 75-летия Победы в Великой Отечественной войне при поддержке Министерства просвещения Российской Федерации совместно с Департаментом образования и науки г. Москвы, РВИО и РИО Музей Победы проводит всероссийскую историку-просветительскую программу «Школьный Музей Победы».  Музей Победы объединил на одной площадке более 1 500 школьных музеев из всех субъектов Российской Федерации, давая возможность создавать экспозиционно- выставочные проекты и представлять их жителям Москвы, России и зарубежным гостям в специально созданном пространстве.. Партнерам программы оказывается методическая поддержка, предоставляются дополнительные возможности для развития и обмена опытом.

## Награды
- Почётная грамота Московской городской Думы (7 декабря 2001 года) — за заслуги перед городским сообществом[6].
- Почётная грамота Московской городской думы (21 апреля 2010 года) — за заслуги перед городским сообществом и в честь 65-летия Победы над фашистской Германией[7].
- Почётный диплом Московской городской думы (13 мая 2015 года) — за заслуги перед городским сообществом и в связи с 20-летием[8].